# 14K
 (mars 2014).
Si vous disposez d'ouvrages ou d'articles de référence ou si vous connaissez des sites web de qualité traitant du thème abordé ici, merci de compléter l'article en donnant les références utiles à sa vérifiabilité et en les liant à la section « Notes et références ».
La 14K (十四K ou 14-Kowloon du nom de la rue où le QG de la triade se trouvait) est une triade basée à Hong Kong mais active internationalement. Elle est originaire de Hong Kong et de Canton. Elle a été créée en 1945 par Kot Siu-wong. Elle est la triade chinoise la plus importante en termes de membres avec près de 25,000 dont 2,000 sur Hong Kong, répartis en trente sous-groupes.

## Historique
"14" fait référence à la route 14 situé Baochua Ouest où est situé le quartier général et "K" pour la ville de Kowloon.
Comparée aux autres Triades, la 14K est la plus violente de Hong Kong.
Leur principal rival est le Sun Yee On. Leur principale activité criminelle en termes de génération de revenu est le trafic de drogue à très grande échelle, à travers le monde. Elle trafique principalement de l'héroïne et de l'opium qui provient de Chine ou d'Asie du Sud-Est. Mais elle est aussi impliquée dans les paris clandestins, l'évasion fiscale, le trafic d'armes, la prostitution, le trafic d'êtres humains, l'extorsion, la contrefaçon, surtout le racket de commerçant et dans une moindre mesure dans le home-jacking.

## Factions
- 14K Group 十四K (zh)
  - 14K Baai Lo 十四K 湃廬
  - 14K Chung 十四K 忠字堆
  - 14K Chung Yee Tong 十四K 忠義堂
  - 14K Hau 十四K 孝字堆
  - 14K Kim 十四K 劍字堆
  - 14K Lai 十四K 禮字堆
  - 14K Lun 十四K 倫字堆
  - 14K Ngai 十四K 毅字堆
  - 14K Sai Shing Tong 十四K 西勝堂
  - 14K Sai Yee Tong 十四K 西義堂
  - 14K Sat 十四K 實字堆
  - 14K Shun 十四K 信字堆
  - 14K Tai Huen Chai 十四K 大圈仔
  - 14K Tak 十四K 德字堆
  - 14K Yan 十四K 仁字堆
  - 14K Yee 十四K 義字堆
  - 14K Yee Shing Tong 十四K 義勝堂
  - 14K Yung 十四K 勇字堆

## Activités internationales

### Asie

#### Japon
La Police nationale du Japon a déclaré en 1997 que le 14K avait étendu ses opérations au Japon depuis les années 1980 et avait des branches à Fukuoka, Osaka, Sapporo et à Tokyo. Chacune comptant au moins 1 000 membres. Le 14K au Japon a été impliqué dans la contrefaçon de cartes de crédit et a coopéré avec des groupes de yakuza à l’importation d’un grand nombre de migrants chinois illégaux.

#### Myanmar
La triade 14K opérant depuis Mong Nawng, près de la frontière avec la Chine, avait établi des relations de travail avec l’armée de l’État Wa lors de la vente et de la contrebande d’héroïne en Chine et en Thaïlande. Le 14K a également trafiqué de l'héroïne birmane en Australie.

#### Philippines
Le 14K a participé à la contrebande d'armes à destination d'Abou Sayyaf et aurait également coopéré avec le groupe islamique pour blanchir et transmettre de l'argent de la rançon, prenant un pourcentage de la rançon en échange de leur assistance. 

#### Thaïlande
Le 14K est le plus grand syndicat du crime chinois opérant en Thaïlande. Un transport de 100 kilogrammes d'héroïne à destination des États-Unis avait été confisqué lors d'une opération à Bangkok en janvier 2000 et a été attribué au triade du 14K. Outre l'héroïne, le 14K participe également à la contrebande et à la vente d'amphétamine ya ba; Se servant de Bangkok comme base commerciale pour le trafic de drogue. Ils transportent et distribuent la drogue fabriquée par les Birmans à l’industrie thaïlandaise des stupéfiants. L'afflux d'autres gangs et syndicats chinois en Thaïlande a conduit à une série de guerres de terrain entre les 14K et les groupes rivaux plus petits, se disputant des territoires en Thaïlande et dans des parties du Cambodge voisin.

### Amérique du Nord

#### Canada
Les 14K ont été parmi les sociétés de triades les plus actives au Canada, ayant un clan dans la métropole torontoise. Initialement, le groupe était composé de membres provenant de Hong Kong, mais recrutés plus tard dans la communauté vietnamienne, tout en absorbant les restes du défunt Ghost Shadows. En 1988, le Service canadien de renseignements criminels (SCRC) estimait à 150 le nombre de membres dans la branche 14K de Toronto, dont une quarantaine au trafic d'héroïne, au trafic de migrants, au vol et à l'extorsion.

#### États-Unis
Le 14K est présent à New York, en Californie, à Chicago, à Boston et à Houston. Le 14K a eu des liens avec les dirigeants de la triade Ping On à Boston et de Wah Ching à San Francisco. Membre haut rang du 14K, Hui Sin Ma alias Frank Ma, qui est né en Chine mais illégalement immigré aux États-Unis dans les années 1980, a commencé sa carrière criminelle à Boston et à San Francisco avant de finalement s'installer dans le Queens, à New York où il est devenu associé à la À Leong Tong et leur gang de jeunes, les Ghost Shadows, ainsi que les Hip Sing Tong et leur gang de jeunes, les Flying Dragons. Dans le Queens, il surveillait le trafic d'héroïne, les jeux d'argent illégaux, un réseau de voleurs de voitures de luxe, des rackets d'extorsion et la contrebande d'immigrants. Ma a ordonné de nombreux meurtres pour protéger son entreprise criminelle. En 1996, il s'est enfui en Chine pour éviter d'être découvert par la police, puis est retourné aux États-Unis et a été arrêté en 2003. En 2010, il a été reconnu coupable de meurtre et de trafic de stupéfiants. Il fut par la suite condamné à la prison à vie. Les forces de l'ordre ont décrit Frank Ma comme «l'un des derniers parrains asiatiques». 

#### Mexique
Les services de renseignements du procureur général du Mexique et de la Philippine Drug Enforcement Agency ont indiqué que la triade 14K figure parmi les fournisseurs de matières premières utilisées dans la fabrication de méthamphétamine pour le cartel de Sinaloa.

### Europe

#### Belgique et Pays-Bas
La triade 14K est active aux Pays-Bas depuis les années 1970 lorsque des membres du gang contrôlaient des restaurants chinois dans de nombreuses villes du pays. Les autorités de police néerlandaises estiment que le 14K a pris le contrôle intégral de l'importation d'héroïne dans les pays du Benelux en 1987. La ligne établie par le 14K est une connexion directe avec Hong Kong via Bangkok, principal point de transit. Aux Pays-Bas, le 14K est divisé en cellules de sept à dix personnes (principalement à Amsterdam) qui servent de relais pour le transport de l'héroïne ailleurs en Europe. Cependant, les autorités estiment que la Belgique joue désormais un rôle tout aussi important. Les laboratoires d'héroïne découverts aux Pays-Bas ont été réassemblés en Flandre avec des bases solides à Bruxelles et à Anvers. Une présence en Belgique a également rapproché les trafiquants de stupéfiants des banques luxembourgeoises blanchissant de l'argent. En 1998, le chef de l'agence de sécurité belge a déclaré à propos des organisations criminelles chinoises dans le pays: «Elles regroupent plusieurs centaines d'Asiatiques et possèdent une forte caractéristique familiale. Leurs activités sont très diverses et comprennent également le trafic des stupéfiants, les jeux de hasard et des ateliers illégaux. Ils développent également le blanchiment d'argent, à la fois à petite échelle (restaurants, etc.) et à grande échelle, le domaine immobilier et même des projets industriels». Par exemple, le 14K contrôle les casinos de jeux d'argent illégaux à Anvers. La Belgique et les Pays-Bas forment les deux coins d’une route triangulaire de la drogue pour la Triade 14K; le troisième coin est Paris.

#### France
Le 14K fait partie des triades de tête en France où il a coopéré avec des groupes criminels turcs, albanais et nigérians dans le trafic d'héroïne.

#### Irlande
La premier signe d'activité de triade rapportée en Irlande remonte en juillet 1979 lorsque la 14K a tenté de prendre le contrôle d'un racket de protection d'un gang chinois basé à Dublin, ce qui a entraîné une bagarre meurtrière qui a fait deux morts. Tony Lee, un membre éminent de la branche de Cork du 14K, a été tué avec Michael Tsin de la faction rivale de Dublin. En août 1983, douze membres du 14K ont été arrêtés à Limerick pour avoir tenté d'extorquer de l'argent aux propriétaires du restaurant chinois de la ville. Neuf des hommes seraient venus du Royaume-Uni. Au cours de l'opération, un trésor d'armes comprenant des couteaux, des pioches, des barres et des bâtons a été retrouvé. Le 14K et d’autres triades ont pris pied en Irlande dans les années 1980 l’ouverture d’un grand nombre de restaurants chinois à Cork et à Dublin. 
En 2011, il y avait des informations de la Garda Síochána (police irlandaise) sur le crime organisé chinois dans le pays, plus précisément sur les activités du 14K et de leur rival, Wo Shing Wo. Les activités criminelles des triades auraient été la traite de femmes et d'enfants de Chine vers l'Irlande, la participation à des casinos et le blanchiment de l'argent. La Garda Síochána a également signalé de nombreuses interactions entre les gangs chinois opérant en Irlande et en Écosse.

#### Espagne
Il existerait une branche du triade 14K dans la capitale de l'Espagne, Madrid.

#### Royaume-Uni
La 14K fut la première société de triades à arriver au Royaume-Uni, émergeant des communautés chinoises des villes de Londres, de Birmingham, de Liverpool et de Manchester pendant la période d'après-guerre. Bien que presque tous les groupes de triades opérant au Royaume-Uni à l'époque étaient affiliés au 14K. Chacun opéraient indépendamment du 14K de Hong Kong et se considérait généralement comme des rivaux. D'autres sociétés de la triade ne sont pas arrivées dans le pays avant 1964, lorsque le Parti travailliste a encouragé l'immigration à grande échelle, entraînant un afflux massif de la diaspora de Hong Kong.
Alors qu’il est principalement actif à Birmingham et dans le nord de l’Angleterre, le 14K est également très présent à Londres où il a été impliqué dans des guerres de territoire avec ses rivaux Wo Shing Wo et les Snakeheads du Fujian. Le 3 juin 2003, You Yi He, membre présumé du parti 14K, faisant l'objet d'une enquête de la police sur des cas de trafic illicites de personnes au moment de son décès. Ce dernier a été tué par balle dans le quartier chinois de Londres,.

### Océanie

#### Australie
Les 14K figurent parmi les principaux groupes responsables du trafic d'héroïne en Australie.

#### Nouvelle-Zélande
La police néo-zélandaise a déclaré que le 14K est le plus puissant syndicat asiatique du crime en activité dans le pays. Elle est impliquée dans l'importation de pseudoéphédrine (un précurseur chimique de la fabrication illicite de méthamphétamine) en provenance de Hong Kong et de la Chine continentale pour ensuite vendre à des gangs de trafiquants de drogue locaux comme les Head Hunters et les Hell's Angels. En août 2008, le 14K aurait été impliqué dans le kidnapping d'une famille chinoise proche de Papatoetoe situé près d'Auckland. Le plan était de demander une rançon mais ils ont été retrouvés avant que l'argent ne soit remit aux kidnappeurs.

### Afrique

#### Afrique du Sud
En Afrique du Sud, il existe deux groupes du 14K, 14K-Hau et 14K-Ngai. Ces deux factions font partie des sept organisations criminelles chinoises opérant en Afrique du Sud localisées au Cap et à Johannesbourg. Elles se spécialisent principalement dans l'extorsion et le trafic d'ormeaux (en 2000, le revenu brut estimé de l'exportation illégale d'ormeaux à Hong Kong s'élevait à 32 millions de dollars américains).

## Membres notables
- Wan Kuok-koi何展呈
- Thearin Chey-Mao男人的杀手
- Hui Sin Ma alias Frank Ma